# زندگی فلین
زندگی فلین (به انگلیسی: In Like Flynn) یک فیلم زندگی‌نامه‌ای محصول سال ۲۰۱۸ سینمای استرالیا به کارگردانی راسل مالکهی در مورد زندگی اولیه بازیگر ارول فلین است. داستان فیلم بر اساس داستان کهنه سرباز و بازیگر استرالیایی جنگ، ارول فلین، روزهای اولیه زندگی او قبل از رسیدن به شهرت به عنوان یک سلبریتی بین دهه ۱۹۳۰ و ۱۹۵۰ است. قبل از رسیدن به شهرت، فلین یک استرالیایی ماجراجو بود که قبل از رفتن به پاپوآ گینه نو، قمار می‌کرد و مناطق دورافتاده را کاوش می‌کرد. توماس کوکرل، کوری لارج، ویلیام موزلی، کلایو استاندن، کالان مولوی، ایزابل لوکاس و ناتالی کلی در این فیلم به ایفای نقش پرداخته‌اند. 

## تولید
فیلمبرداری در گلد کوست در کوئینزلند در ماه مه ۲۰۱۷ آغاز شد. فیلمبرداری اضافی در کوه تامبورین، کوئینزلند انجام شد.

## انتشار
این فیلم در ۱۱ اکتبر ۲۰۱۸ در سینماهای استرالیا اکران شد. بعداً در ۲۵ ژانویه ۲۰۱۹ در سراسر جهان اکران شد.